# Punk-O-Rama
Punk-O-Rama è una serie di compilation creata dalla Epitaph Records per racchiudere in singoli album vari brani di alcuni gruppi della propria etichetta insieme a quelli delle etichette associate come la Hellcat Records e la Burning Heart Records. La prima distribuzione risale al 1994, da quella data fino al 2005 (data dell'ultima distribuzione) ci sono state edizioni annuali del progetto, fatta eccezione che per il 1995 e il 1997.
Nonostante il nome indichi una raccolta prettamente sotto il genere punk, il progetto ha subito una flessione e si è aperto anche ad altri generi, ad esempio includendo Tom Waits con Big in Japan nel quarto volume e inserendo brani di Sage Francis, Atmosphere e Eyedea & Abilities nei volumi 8-10.
Tutti i dischi della serie a partire dal secondo sono stati messi in vendita a un prezzo più basso di un album normale, per permettere di pubblicizzare le band delle etichette.
Il 2006 vede chiusa al decimo album la serie per un nuovo progetto, Unsound, che ha come obiettivo di aprire l'etichetta Epitaph verso altri generi che non sarebbe stato possibile fare con il vecchio nome.
Nel 1997 la Hellcat Records, una etichetta partner della Epitaph Records, inizia una serie simile tutta sua sotto il nome Give 'Em the Boot.

## Elenco delle distribuzioni
- Volume 1 (1994)
- Volume 2 (1996)
- Volume 3 (1998)
- Volume 4 (1999)
- Volume 5 (2000)
- Volume 6 (2001)
- Volume 7 (2002)
- DVD Volume 1 (2003)
- Volume 8 (2003)
- Volume 9 (2004)
- Volume 10 (2005)
- Best of Punk-O-Rama (2006)[1]

## DVD
Nel 2003 la Epitaph Records produsse un DVD sotto il nome Punk-O-Rama che conteneva i video di alcuni dei brani che erano contenuti nei cd precedentemente distribuiti. Non è stato prodotto nessun altro DVD per la serie Punk-O-Rama, in alternativa le successive edizioni furono vendute insieme a DVD-bonus che contenevano i video degli artisti della Epitaph.

## Tour
La Epitaph Records ha organizzato un tour, il Punk-O-Rama Tour, che proponeva show di artisti che comparivano nelle varie raccolte.